# Gentilici
Els gentilicis són els noms amb què es designen les persones, els animals i els objectes en relació amb el lloc de procedència (país, regió, comarca, ciutat, poble…). Solen tenir valor tant d'adjectiu com de substantiu. Bàsicament equivalen a natural de, relatiu o pertanyent a, habitant de. Solen formar-se per derivació a partir del corònim o del topònim corresponent, però n'hi ha de procedents del nom de la comunitat o del nom de l'idioma (eesti, estonià; Deutsch, alemany; suomi, finlandès), sovint rebuts dels veïns, així com hi ha corònims procedents del nom de la llengua (Bangladesh, 'país dels qui parlen bengalí'; el polonès Niemcy i el txec Německo 'país dels muts', és a dir 'país dels qui no parlen la nostra llengua', per referir-se a Alemanya; Barbaria, 'país dels qui parlen barbotejant', de bàrbar, onomatopeia del grec clàssic). Els noms dels idiomes poden formar-se també partint del nom d'una comunitat sense corònim o d'un gentilici. Hi ha noms d'idiomes sense gentilici ni corònim (jiddisch).
La majoria dels gentilicis són pròpiament derivats, amb sufixos, i d'altres que no. Els sufixos emprats en la formació dels gentilicis de l'àmbit català (endotopònims) no són tots els mateixos que s'apliquen en la formació dels gentilics de fora d'aquest àmbit, o exotopònims, per motius extralingüístics.
Els diferents sufixos s'apliquen a uns o altres noms geogràfics per raons de fonètica morfològica o de tradició idiomàtica. Així, en català, la formació de gentilici és gramaticalment impredictible, ja que qualsevol radical de lloc pot seleccionar qualsevol de les formes establertes per formar un gentilici.

## Gentilicis de topònims de l'ambit lingüístic català
Les formes de sufixos més productius per a formar gentilicis de topònims de l'àmbit lingüístic català són:
- -à, -ana
  - Andorra: andorrà, andorrana (andorrans, andorranes).
  - València: valencià, valenciana (valencians, valencianes).
  - Manresa: manresà, manresana (manresans, manresanes).

- -enc, -enca
  - Eivissa: eivissenc, eivissenca (eivissencs, eivissenques).
  - Gelida: gelidenc, gelidenca (gelidencs, gelidenques).
  - Juneda: junedenc, junedenca (junedencs, junedenques).
  - Martorell: martorellenc, martorellenca (martorellencs, martorellenques).
  - Penedès: penedesenc, penedesenca (penedesencs, penedesenques).
  - Perpinyà: perpinyanenc, perpinyanenca (perpinyanencs, perpinyanenques)
  - les Roquetes del Garraf: roquetenc, roquetenca (roquetencs, roquetenques).
  - Sabadell: sabadellenc, sabadellenca (sabadellencs, sabadellenques).
  - Terrassa: terrassenc, terrassenca (terrassencs, terrassenques).
  - el Vendrell: vendrellenc, vendrellenca (vendrellencs, vendrellenques).
  - Bellpuig: bellpugenc, bellpugenca (bellpugencs, bellpugenques).

- -er, -era
  - Agost: agoster, agostera (agosters, agosteres).
  - Sa Pobla: pobler, poblera (poblers, pobleres).
  - Manises: maniser, manisera (manisers, maniseres).

- -ès, -esa
  - Empordà: empordanès, empordanesa (empordanesos, empordaneses).
  - Maó: maonès, maonesa (maonesos, maoneses).
  - Perpinyà: perpinyanès, perpinyanesa (perpinyanesos, perpinyaneses).
  - Ripoll: ripollès, ripollesa (ripollesos, ripolleses).

- -í, -ina
  - Tarragona: tarragoní, tarragonina (tarragonins, tarragonines).
  - Alacant: alacantí, alacantina (alacantins, alacantines).
  - Barcelona: barceloní, barcelonina (barcelonins, barcelonines).
  - Cervera: cerverí, cerverina (cerverins, cerverines).
  - Tortosa: tortosí, tortosina (tortosins, tortosines).
  - Xàtiva: xativí, xativina (xativins, xativines).
  - Sant Celoni: celoní, celonina (celonins, celonines).

Altres sufixos d'ús menys freqüent:
- -aire (potser solament nord-català) 
  - Canet de Rosselló: canetaire (canetaires).
  - Campome: campomaire (campomaires).
  - Castell: castellaire (castellaires).
  - Fillols: fillolaire (fillolaires).
  - Mentet: mentetaire (mentetaires).
  - Molig: molitjaire (molitjaires).
  - Noedes: noedaire (noedaires).

- -ard, -arda (potser solament nord-català)
  - Cànoes: canoard, canoarda (canoards, canoardes).

- -às, -assa (potser solament nord-català)
  - Millars: millàs, millassa (millassos, millasses).

- -at, -ada (potser solament nord-català)
  - Aiguatèbia: aiguatebiat, aiguatebiada (aiguatebiats, aiguatebiades).
  - Bolquera: bolquerat, bolquerada (bolquerats, bolquerades).
  - Canavelles: canavellat, canavellada (canavellats, canavellades).
  - Fontpedrosa: fontpedrosat, fontpedrosada (fontpedrosats, fontpedrosades).
  - Font-rabiosa: font-rabiosat, font-rabiosada (font-rabiosats, font-rabiosades).
  - Jújols: jujolat, jujolada (jujolats, jujolades).
  - la Llaguna: llagunat, llagunada (llagunats, llagunades).

- -atà, -atana
  - Lleida: lleidatà, lleidatana (lleidatans, lleidatanes).
  - la Pobla de Segur: poblatà, poblatana (poblatans, poblatanes).

- -atgí, -atgina
  - Selva: selvatgí, selvatgina (selvatgins, selvatgines).

- -eny, -enya (d'origen castellà.,[1][2] sobretot per a noms d'habitants de països americans del Sud, es pot reemplaçar pel seu equivalent català -enc, -enca. Excepcionalment s'usa en algun gentilici valencià)
  - Madrid: madrileny, madrilenya (madrilenys, madrilenyes). Com el francès madrilène és una importació directa. Es pot usar, com en occità, madridenc o madrilenc.
  - Almussafes: almussafeny, almussafenya (almussafenys, almussafenyes).
  - Alzira: alzireny, alzirenya (alzirenys, alzirenyes), al costat d'alzirenc, alzirenca.

- -ense (cultisme poc emprat en català, contràriament al que passa en espanyol; només referit als habitants de les poblacions del temps de l'Imperi Romà)
  - Ègara: egarense, però egarenc quan es refereix a la Terrassa actual.
  - Ilerda: ilerdense, però ilerdenc quan es refereix a la Lleida actual.
  - Iluro: ilurense, però ilurenc quan es refereix a la Mataró actual.
  - O bé dertusense (de Dertosa), gerundense (de Gerunda), tarraconense (de Tàrraco)...
  - Altres gentilicis de topònims romans: ausetà (Ausona), contestà (Cocentaina), emporità (Empòrion), il·licità (Íl·lici).

- -erí, -erina
  - Esporles: esporlerí, esporlerina (esporlerins, esporlerines).

- -erró, -errona
  - Búger: bugerró, bugerrona (bugerrons, bugerrones).

- -età, -etana
  - Sitges: sitgetà, sitgetana (sitgetans, sitgetanes).

- -ic, -ica
  - Sóller: solleric, sollerica (sollerics, solleriques).

- -inyol, -inyola (molt rar, potser solament nord-català)
  - Montferrer: montferrinyol, montferrinyola (montferrinyols, montferrinyoles).

- -ità, -itana
  - Lloret de Vistalegre: llorità, lloritana (lloritans, lloritanes).

- -itxol, -itxola
  - Andratx: andritxol, andritxola (andritxols, andritxoles).

- -oi, -oia (molt rar, potser solament nord-català)
  - Angostrina: angostrinoi, angostrinoia (angostrinois, angostrinoies).

- -ot, -ota (potser solament nord-català)
  - Salses: salsairot, salsairota (salsairots, salsairotes).

- -ut, -uda
  - Benicàssim: benicassut, benicassuda (benicassuts, benicassudes).
  - Biar: biarut, biaruda (biaruts, biarudes).
  - Castalla: castallut, castalluda (castalluts, castalludes).

També trobem rarament el nom del poble sense canvi, que fa el gentilici, com és el cas de nyer (de Nyer).

## Gentilicis d'exotopònims
Sufixos catalans aplicats en la formació de gentilicis referits a indrets de fora de l'àmbit lingüístic català, a part dels ja esmentats abans, alguns dels quals també són productius en els exotopònims (com ara -à: africà, de l'Àfrica; -í: nigerí, del Níger; -enc: londinenc, de Londres; -ès: neozelandès, de Nova Zelanda; -er: brasiler, del Brasil):
- -, -a (-s, -es). Exemple:
  - Alemanya: alemany, alemanya (alemanys, alemanyes).
  - També: àrab/aràbic (Aràbia), escandinau (Escandinàvia), eslovè (Eslovènia), eslovac (Eslovàquia), indi (Índia), iugoslau (Iugoslàvia), lituà (Lituània), letó (Letònia), moldau (Moldàvia), mongol (Mongòlia), noruec (Noruega), grec (Grècia), rus (Rússia), suabi (Suàbia); andalús (Andalusia), palestí (Palestina), suís (Suïssa), turc (Turquia), etc.
  - Per a la formació del gentilici es parteix del tòpònim sense la desinència àtona -a o -ia amb i àtona o tònica. El masculí no té, doncs, desinència. Hi ha irregularitat fonètica en suec (Suècia). Hi ha alternança entre c i t i entre c pronunciat [s] o [k], per motius etimològics en: croat (Croàcia), dàlmata (Dalmàcia), florentí (Florència); suec (Suècia), llenguadocià (Llenguadoc).

- -eta (-etes). Exemple:
  - Lisboa: lisboeta (lisboetes).

- -ità, -itana (-itans, itanes). Exemple:
  - Jerusalem: jerosolimità, jerosolimitana (jerosolimitans, jerosolimitanes).
  - També: napolità (Nàpols), palermità (Palerm), salernità (Salern).

- -ita (-ites). Exemple:
  - Moscou: moscovita (moscovites).
  - També: betlemita (Betlem), iemenita (Iemen), omanita (Oman), saudita (Aràbia Saudita).

- -i, -ia (-is, -ies). Exemple:
  - Armènia: armeni, armènia (armenis, armènies).
  - També: bohemi (Bohèmia), indonesi (Indonèsia), libi (Líbia), macedoni (Macedònia), melanesi (Melanèsia), polinesi (Polinèsia), somali (Somàlia).

- -ià, -iana (-ians, -ianes). Exemple:
  - Llenguadoc: llenguadocià, llenguadociana (llenguadocians, llenguadocianes).
  - També: caixmirià (Caixmir), caucasià (Caucas), equatorià (Equador), iranià (Iran), iraquià (Iraq), kuwaitià (Kuwait), laosià (Laos), maldivià (Maldives), nigerià (Nigèria), qatarià (Qatar), saharià (Sàhara, Sàhara Occidental), tunisià (Tunísia).

- -ota (-otes). Exemple:
  - el Caire: cairota (cairotes).
  - També: epirota (Epir), massaliota (Massàlia), rumeliota (Rumèlia), xipriota (Xipre).

- -eny, -enya (-enys, -enyes). Exemple:
  - Extremadura: extremeny, extremenya (extremenys, extremenyes).
  - També: madrileny (Madrid). En els altres casos corresponents als espanyols en -eño és millor

- -enc: costa-ricenc (Costa Rica), hondurenc (Hondures), londinenc (Londres), nicaragüenc (Nicaragua), panamenc (Panamà), porto-ricenc (Puerto Rico), rifenc (Rif); però també -ès: angolès (Angola), moçambiquès (Moçambic), malaguès (Màlaga), estatunidenc, (Estats Units).

- -asc, -asca (-ascs o -ascos, -asques). Exemple:
  - Mònaco: monegasc, monegasca (monegascs, monegasques).
  - També: bergamasc (Bèrgam).

- -eu, -ea (-eus, -ees). Exemple:
  - Europa: europeu, europea (europeus, europees).
  - També: aqueu (Acaia), caldeu (Caldea), foceu (Focea).

- -u, -a (-us, -ees). Exemple:
  - Eritrea: eritreu, eritrea (eritreus, eritrees).

- -ó, -ona (-ons, -ones). Exemple:
  - Bretanya: bretó, bretona (bretons, bretones).
  - També: borgonyó (Borgonya), frisó (Frísia), gascó (Gascunya), lapó (Lapònia), letó (Letònia), patagó (Patagònia).

- -ic, -ica (-ics, -iques). Exemple:
  - Gran Bretanya: britànic, britànica (britànics, britàniques).
  - També: daguestànic (Daguestan), indostànic/hindustànic (Hindustan), etiòpic/etíop (Etiòpia), malabàric (Malabar), nilòtic (Nil).

- Els acabats en -(i)stan perden la terminació: afgà/afganès (Afganistan), balutxi (Balutxistan), kurd/curd (Kurdistan), kazakh (Kazakhstan), tadjik (Tadjikistan), turcman (Turkmenistan); però: hindustànic/indostànic (Hindustan), daguestànic (Daguestan), pakistanès (Pakistan), o l'afganès esmentat abans.

## Gentilicis amb més d'una forma
Hi ha casos en què s'admeten dues terminacions: barcelonès/barceloní, manacorer/manacorí; assiri/assirià, caixmiri/caixmirià, germà/germànic, malabar/malabàric, egipci/egipcià, palestí/palestinenc, persa/persà, salvadorenc/salvadoreny, siri/sirià, siri/siríac.
En altres casos, hi ha més d'una forma perquè hi ha més d'una arrel, una de les quals sovint és culta, o tot el gentilici: etrusc/tirrè (Etrúria), furlà/friülès (Friül), helveci/suís (Suïssa), espanyol/hispà/hispànic (Espanya), otomà/turc (Turquia), lusità/portuguès (Portugal), nipó/japonès (Japó), partenopeu/napolità (Nàpols), púnic/cartaginès (Cartago), sami/lapó (Lapònia), sino-/xinès (Xina) (el primer només en paraules compostes, escrit, però, sense guió).

## Gentilicis irregulars
Hi ha gentilicis que no afegeixen directament el sufix sobre l'arrel, sinó que presenten diferències amb el topònim originari: angeví (Angers), anglès (Anglaterra), anjoví (Anjou), aqueu (Acaia), aretí (Arezzo), argiu (Argos/Argòlida), asiàtic (Àsia), atlant (Atlàntida), basc (Bascònia, País Basc), bavarès (Baviera), bederrès (Besiers), belga (Bèlgica), berrixó (Berry), biarnès (Bearn), bigordà (Bigorra), bordelès (Bordeus), carioca (Rio de Janeiro), cartaginès (Cartago), congolès (Congo), constantinopolità (Constantinoble), còrnic (Cornualla), cors (Còrsega), danès (Dinamarca), delfinès (Delfinat), egipci/egipcià (Egipte), equatorià (Equador), escocès (Escòcia), etíop (Etiòpia), etrusc (Etrúria), finès (Finlàndia), flamenc (Flandes), gallec (Galícia), gascó (Gascunya), hongarès (Hongria), jueu (Judea), jurassià (Jura), llemosí (Llemotges), londinenc (Londres), milesi (Milet), monegasc (Mònaco), peitaví/peitoví/piteu (Poitou), persa (Pèrsia), nivernès (Nevers), rodi (Rodes), sard (Sardenya), singalès (Sri Lanka), texà (Texas), togolès (Togo), tridentí (Trento), valentinès (Valença), valdès (Vaud), valldostà (Vall d'Aosta).
D'altres gentilicis de formació irregular de l'àmbit català (Mallorca) són: andritxol/andratxol Andratx (com carcinol, de Carcí, Occitània), bugerró (Búger), campaner (Campos), conquerrí (Cas Concos), esporlerí (Esporles), estellenquer (Estellencs), gabellí (Capdepera), llorencí (Sant Llorenç des Cardassar o, Sant Llorenç de la Salanca), mariando (Maria de la Salut), selvatgí (Selva), taujà (Santa Eugènia).
Els gentilicis més irregulars són els següents: 
- Gentilici igual que el corònim o topònim: dakota (Dakota), malabar [i malabàric] (Malabar).
- Gentilici semblant al corònim i topònim: austríac (Àustria), malgaix (Madagascar), kosovar/kosovès/kosovenc (Kosovo).

Hi ha gentilicis que no corresponen amb cap corònim ni topònim: amazic, àzeri, bantu, copte, èsquim o inuit, navaho, quítxua, sami, sioux, zulu.
En algun cas cal no confondre el significat del gentilici amb el d'un altre semblant: jueu (regne de Judea) i jueu a la diàspora, israelià (estat d'Israel) i israelita (regne d'Israel). Cal distingir indi (de l'Índia) i hindú (de religió hindú).
Històricament no s'han aplicat sempre els mateixos sufixos, per exemple: catalanesc, catalunyès (Catalunya), corsesc (Còrsega), pavès (Pavia), turquès (Turquia).

## Nocions fonètiques
- Les arrels acabades en vocal tònica pròpiament acaben en una n que no es pronuncia a final de mot (masculí singular) i sí abans del morfema de gènere femení i de nombre plural (-à, -ana; -ans, -anes).
- En les arrels acabades en v, aquesta es transforma en u, fonèticament [w], en posició final, és a dir, quan el masculí s'identifica perquè no té sufix (Escandinàvia, escandinau). La grafia <v> representa els sons [v] o el que normalment s'escriu <b>, segons el dialecte.

## Nocions ortogràfiques
No és propi de l'ortografia catalana escriure amb majúscula els gentilicis. Potser per influència de l'anglès trobem freqüentment casos incorrectes de l'ús de les majúscules.

## Gentilicis dels planetes delsistema solar
- Mercuri: mercurial.[3]
- Venus: venusià.
- la Terra: terrícola.
- la Lluna: selenita.
- Mart: marcià.
- Júpiter: jovià.
- Saturn: saturnià.
- Neptú: neptunià.

Nota: De manera genèrica, de tot el referent a fora de la Terra es pot dir extraterrestre.

## Casos sense gentilici propi[4]
Poden existir casos en els quals no existeixi un gentilici propi. En aquestes situacions cal utilitzar la fórmula següent:
- de + article (l'article només quan correspon, cal fer contracció o apostrofació si correspon) + nom del lloc.

Exemples:
- (Gent) d'Elna (en l'ús popular no s'usen els cultismes iliberrienc o iliberrenc o són d'ús feble, dubtós o artificial elnenc o elnès).
- De l'illa de la Reunió (reunionès essent poc o gens emprat en català).
- De Salamanca